# Battaglia di Santa Lucia (1778)
La battaglia di Santa Lucia venne combattuta il 15 dicembre 1778 nelle acque davanti all'isola caraibica di Saint Lucia tra una flotta francese al comando dell'ammiraglio Charles Henri d'Estaing e una britannica guidata dall'ammiraglio Samuel Barrington, durante i più vasti eventi della guerra anglo-francese.
La flotta britannica, intenta a sbarcare truppe sulla colonia francese di Santa Lucia, fu attaccata con decisione dalle navi di d'Estaing, ma fu in grado di respingere gli assalti grazie alla solida posizione difensiva assunta e i francesi dovettero battere in ritirata.

## Antefatti
Poco dopo l'inizio delle ostilità tra Francia e Gran Bretagna, una grossa flotta francese agli ordini dell'ammiraglio Charles Henri d'Estaing diresse verso le acque dell'America del nord per portare appoggio ai ribelli americani delle Tredici colonie nella loro lotta contro i britannici; dopo alcune inconcludenti operazioni lungo le coste nordamericane, la flotta di d'Estaing salpò quindi da Boston il 4 novembre 1778 per dirigere sulle Indie occidentali, dove le ostilità erano state aperte già ai primi di settembre quando il governatore della Martinica François Claude de Bouillé aveva catturato con un attacco a sorpresa la colonia britannica di Dominica. Lo stesso giorno della partenza di d'Estaing, il commodoro William Hotham fu inviato da New York a rinforzare le forze navali britanniche nella regione caraibica con uno squadrone composto da cinque vascelli, una bombarda, alcune fregate e un grosso convoglio di navi da trasporto; il convoglio scortato da Hotham comprendeva 59 navi da trasporto cariche di 5 000 soldati britannici agli ordini del maggior generale James Grant. La flotta francese incappò durante la traversata in una violenta tempesta, fatto che le impedì di arrivare a destinazione prima dei britannici; il 10 dicembre l'ammiraglio Samuel Barrington, comandante delle forze britanniche nella regione delle Antille, si ricongiunse con la squadra di Hotham al largo di Barbados: ai soldati di Grant non fu concesso di scendere a terra e dovettero attendere a bordo delle navi un paio di giorni prima che l'intera flotta britannica salpasse le ancore il 12 dicembre alla volta della colonia francese di Saint Lucia.
Tra la sera del 13 dicembre e la mattina del 14 dicembre le forze del generale Grant, supportate da ulteriori truppe agli ordini del brigadier generale William Medows e del brigadier generale Robert Prescott, presero terra nella baia di Grand Cul de Sac a Saint Lucia: le unità di Grant e Prescot catturarono il terreno elevato che circondava la baia, mentre i soldati di Medows si spingevano fino a catturare la cittadina di La Vigie la mattina del 14 dicembre. Quello stesso giorno la flotta di d'Estaing arrivò al largo dell'isola, obbligando l'ammiraglio Barrington a schierare le sue unità da guerra in una linea di battaglia e a rinunciare al suo piano circa l'invio dei trasporti nella baia di Carénage. Barrington disponeva in totale di sette vascelli e tre fregate, mentre d'Estaing poteva allineare una forza di dodici vascelli e quattro fregate.

## La battaglia
Barrington fu allertato dell'arrivo dei francesi dalla fregata Ariadne, inviata in ricognizione, e dispose la sua linea di battaglia in modo che il vascello Isis e le sue tre fregate (Ariadne, Venus e Aurora) presidiassero l'approccio sottovento vicina alla riva, mentre il resto della linea, guidata dalla nave ammiraglia Prince of Wales, si schierava sopravvento; Barrington dispose quindi le navi da trasporto in una posizione difensiva all'interno della baia e dietro la sua linea di battaglia, mossa che richiese tutto il pomeriggio del 14 dicembre per essere portata a termine. Per le 11:00 del giorno seguente, ad ogni modo, la maggior parte dei trasporti si trovava al sicuro dietro la linea dei britannici.
Alle 11:00 del 15 dicembre l'ammiraglio d'Estaing si avvicinò a Saint Lucia con una forza iniziale di dieci vascelli, venendo accolto dal fuoco delle batterie costiere approntate dai britannici; d'Estaing mosse quindi per ingaggiare le navi di Barrington da dietro e un combattimento molto acceso si sviluppò tra le due flotte, con i britannici supportati dal tiro di due batterie costiere. I francesi dovettero battere in ritirata, ma d'Estaing fu in grado di riformare la sua linea di battaglia e alle 16:00 rinnovò il suo assalto al centro dello schieramento di Barrinton con una forza di dodici vascelli: ancora una volta si sviluppò un feroce scambio di artiglieria tra i due contendenti, prima che i francesi fossero costretti a ritirarsi per una seconda volta. Le perdite ammontarono a 230 tra morti e feriti per i britannici e 850 tra morti e feriti per i francesi.

## Conseguenze
La mattina del 16 dicembre d'Estaing raggruppò nuovamente le sue forze per preparare un terzo assalto alla linea di Barrington, ma decise poi di salpare alla volta del lato sopravvento dell'isola; quello stesso pomeriggio le navi francesi gettarono l'ancora nella baia di Gros Islet e d'Estaing riuscì a far sbarcare a terra 7 000 soldati per tentare un assalto alle posizioni britanniche a La Vigie: furono tentati tre assalti, ma con i britannici saldamente insediati sul terreno più elevato i francesi furono respinti ogni volta. D'Estaing fece quindi reimbarcare le sue forze e il 29 dicembre lasciò l'isola, che capitolò in mano ai britannici quello stesso giorno. Saint Lucia rimase sotto occupazione britannica fino alla conclusione delle ostilità nel 1783, quando fu restituita alla Francia.